# Cuarteto de Cuerda de Tokio
El Cuarteto de Cuerda de Tokio (東京クヮルテット?) fue un cuarteto de cuerda internacional que ha tocado de 1969 a 2013.

## Trayectoria
El grupo fue formado en 1969 en la Escuela de Música Juilliard. Los miembros fundadores procedían del Toho Gakuen Escuela de Música en Tokio, donde estudiaron con el profesor Hideo Saito. Poco después de su formación el Cuarteto ganó Primeros Premios en la Coleman Competition, la Múnich Competition y las Young Concert Artists International Auditions. Esto dio como resultado un contrato de grabación con Deutsche Grammophon.
El cuarteto grabó más de 30 álbumes, cubriendo un amplio repertorio. Ganaron el Grand Prix du Disque Montreux, Best Chamber Music Recording of the Year de Stereo Review y Gramophone, y siete nominaciones Grammy. Grabaron exclusivamente para RCA Victor Sello Rojo, durante muchos años y luego para Harmonia Mundi.
Durante su 25.º aniversario, en 1994, hicieron un tour internacional en que el cuarteto tocó los Cuartetos de Cuerda de Beethoven completos.
Los miembros del cuarteto enseñaron en la Escuela de Música de Yale a partir de 1976, siendo el cuarteto en residencia de la misma hasta su disolución. Muy comprometidos con los jóvenes cuartetos de cuerda, dedicaban gran parte del verano a la enseñanza y actuaciones en el prestigioso Festival de Música de Cámara de Norfolk. Asimismo, impartieron numerosas clases magistrales en los Estados Unidos, en Europa y en el Lejano Oriente a lo largo del año.
El grupo tocaba con una colección de instrumentos fabricada por el famoso luthier Stradivarius. La colección es conocida como el Cuarteto Paganini ya que perteneció al famoso instrumentista y compositor que tocaba esos instrumentos habitualmente. Estos instrumentos fueron prestados al Cuarteto por la Fundación Nipona de Música desde 1995, cuando fueron comprados por la Galería de Arte Corcoran de Washington D. C.
El cuarteto se disolvió al final de la temporada 2013, siguiendo la decisión del violista Kazuhide Isomura, un miembro original y del 2.º violinista Kikuei Ikeda de retirarse.

## Estilo musical
Su violonchelista Clive Greensmith explica así los factores que hablan de la identidad del grupo:
“Nuestro cuarteto ha existido por más de cuarenta años y nuestro estilo ha ido evolucionando. En un principio fue clara la influencia de Hideo Saito, el fundador de la Escuela de Toho, y después vino la del Juilliard Quartet. Con los cambios de miembros del grupo, hemos tenido interesantes discusiones sobre nuestro estilo musical. Cada componente aporta lo suyo, siempre intentando que nuestro sonido sea fresco y espontáneo. Últimamente actuamos más en Europa que en América del Norte y hace poco un crítico de Londres dijo que nuestra manera de tocar los cuartetos de Bartók tiene más en común con grupos como el Vegh Quartett o el Hungarian Quartett, lo que implica que ya casi no hay fronteras en la música. Sin duda se intenta evitar el virtuosismo vacío y buscar una visión unificada de la partitura. Yo soy británico y me he encontrado muy a gusto en Nueva York durante los últimos 14 años compartiendo con mis colegas japoneses. Sin embargo, a menudo hay más que sutiles diferencias culturales. Un japonés puede tener una especie de ansiedad ante su estilo musical, en cambio si uno es vienés, tal vez se siente relativamente seguro en su identidad musical al estar rodeado de una estética reforzada por las instituciones, la historia y la situación geográfica de la ciudad, en el corazón de Europa».
«En nuestro grupo -continúa Greensmith-, al principio no había tanta seguridad en nosotros mismos, pero sí una sensación de ardor misionero. También había un deseo de explorar y absorber lo más profundamente posible las influencias musicales de artistas como Robert Mann, Rafael Hillyer o Felix Galimir, profesores de la Juilliard. Galimir había venido desde Viena y era un experto en la música de Alban Berg y de otros miembros de la Segunda Escuela de Viena. También hubo contactos con los miembros del Cuarteto Amadeus, con los cuales hubo varios encuentros en California en 1970. Tal vez con la ausencia de una estética musical consciente, el grupo ha sido más libre para seguir su propia visión».

## Miembros

### Primer violín
- 1969 Koichiro Harada
- 1981 Peter Oundjian
- 1995 Andrew Dawes
- 1996 Mikhail Kopelman
- 2002 Martin Castor

### Segundo violín
- 1969 Yoshiko Nakura
- 1974 Kikuei Ikeda

### Viola
- 1969 Kazuhide Isomura

### Chelo
- 1969 Sadao Harada
- 2000 Clive Greensmith

## Discografía seleccionada
- Bartók, Cuartetos de cuerda (1980, 3CD DG 445 241-2) (OCLC 874620408 et 936991806)
- Bartók, Cuartetos de cuerda (mayo de 1993-mayo de 1995, 2CD RCA) (OCLC 35053963)
- Beethoven, Cuartetos de cuerda (1993, RCA)
- Beethoven, Cuartetos de cuerda (2005-2010, Harmonia Mundi)
- Debussy y Ravel, Cuartetos de cuerda (2-4 de agosto de 1977, Sony) (OCLC 36002585)
- Haydn, Cuartetos opus 76 (junio 1978/junio 1979, 2CD Sony Records SB2K 53522) (OCLC 32574377)
- Mozart, Quintetos de cuerda K.515 y K.516 - Pinchas Zukerman, viola (17-18 juin 1991, RCA) (OCLC 27347237)
- Schubert, Cuartetos de cuerda nos 9 y 13 (1987, RCA) (OCLC 19985514)
- Schubert, Cuartetos de cuerda nos 4 y 14 (1990, RCA)
- Schubert, Cuarteto de cuerda no 15 (22-23/26 de mayo de 1989, RCA) (OCLC 32930040)